# LG Optimus L3

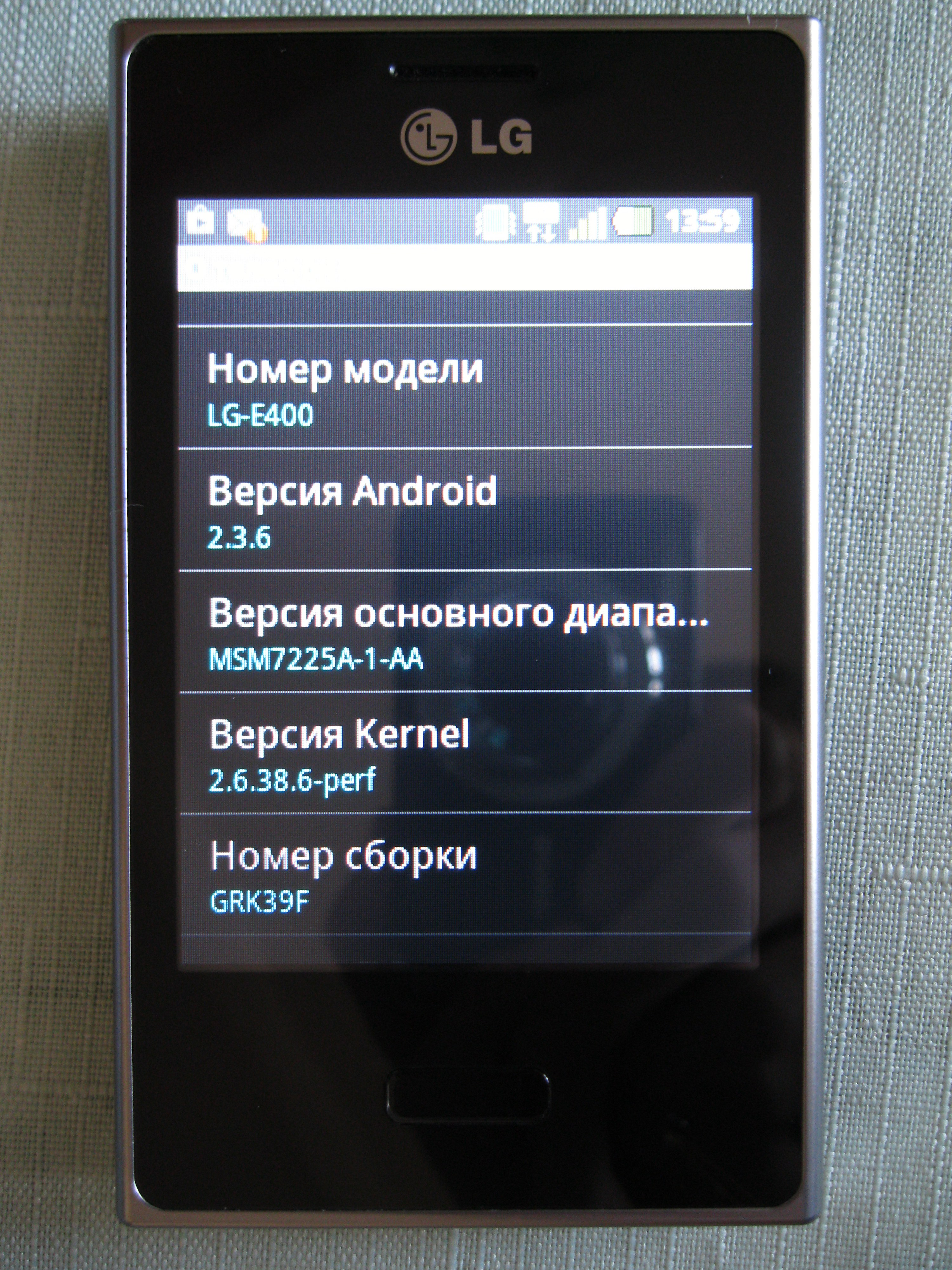
LG Optimus L3, Modell E400

Das LG Optimus L3 ist ein Smartphone, das von LG Electronics designt und hergestellt wurde. Es wird mit Android 2.3 Gingerbread als Betriebssystem ausgeliefert.

## Hardware
Das Modell hat einen 800 MHz Qualcomm–MSM7225A–CPU und einen Adreno–200–GPU. Es hat einen 3,2 Inch großen TFT-Touchscreen. Unter dem Bildschirm befinden sich zwei kontaktempfindliche Knöpfe für die Navigation (Menü und Zurück), die aufleuchten, wenn sie gedrückt werden. Außerdem gibt es einen kleinen Druckknopf, um zurück zum Homescreen zu kommen. Auf der Vorderseite ist der Lautsprecher des Handys eingebaut.

## Varianten
LG bietet das Handy in vier verschiedenen Varianten auf verschiedenen Märkten an. Die Modellnummern lauten: E400, E400F, E400R und E405. Die Modelle E400, E400F und E400R sind identisch mit Ausnahme des E400F, welches im Gegensatz zu den anderen eine Frontkamera besitzt. E405 ist die Dual-SIM-Version, die anderen sind als Single-SIM-Version verfügbar.